# 虐殺魔法少女ベリアル☆ストロベリー
『虐殺魔法少女ベリアル☆ストロベリー』（ぎゃくさつまほうしょうじょベリアルストロベリー）は、原作：日日日、漫画：倉藤倖による日本の漫画作品。『月刊コミックブレイド』（マッグガーデン）で、2007年8月号から2008年5月号まで連載された。全2巻。

## あらすじ
大地に人間、地底に悪魔、空に妖精が棲む世界。だが悪魔の支配によって人間は悪魔の奴隷となりつつあった。そんな絶望に向かう世界を救うため、妖精に力を与えられた魔法少女が立ち上がる。

## 登場人物
恐山 京（おそれやま みやこ） / 虐殺魔法少女ベリアル☆ストロベリー
16歳。悪魔に支配された世界に絶望し自殺を試みるが、ジンとの契約で魔法少女ベリアル☆ストロベリーへと変身する。だが失態により「虐殺魔法少女」とみなされ、指名手配の逃亡犯となってしまう。
ジン＝ヘルジマージ＝クジジテェン
妖精。街で見かけた京を「心の優しい少女」と思いこみ契約を交わしてしまう。ベリアルと一緒に指名手配中。
カトゥラクイーン
妖精王国グリゴリバレイの女王。ジンとは旧知の仲。和美と契約を交わす。
平家 和美（へいけ かずみ） / 聖剣魔法少女マモン☆マロン
伝説の剣士を祖父に持つ、気の弱い少女。祖父から託された大剣を手放さないため、学校では人間・悪魔問わず虐められている。絶望から逃げ出した際、ミカエルとの負傷で傷ついた京・ジン・黒猫と出会う。
ミカエル
断罪天使と呼ばれる、好戦的な男。戦闘力はとても高いが、思いこみの激しいナルシスト。
ベリアル☆ストロベリーの型破りな行動を曲解し、宿敵と認めている。
黒猫
京が餌やりをしていた猫。京が指名手配になった後も何かとついてくる。
サリエル☆カリン
毒殺魔法少女。ネコミミ。最終話にのみ登場。

## 作中用語
魔法少女
妖精が魔法能力を与えた人間の女性のこと。
戦闘天使
妖精が魔法能力を与えた人間の男性のこと。
断罪天使
ミカエルの呼び名。戦闘天使に属するかは不明。